# Srijemski Karlovci
Srijemski Karlovci (srpski: Сремски Карловци / Sremski Karlovci, njemački: Karlowitz ili Carlowitz, mađarski: Karlóca, turski: Karlofça) je grad i općina u Srijemu u Vojvodini, Srbija. Grad je bio prepoznat kao sjedište pravoslavne crkve u Habsburškoj Monarhiji. Nakon Svibanjske skupštine i tijekom Revolucije 1848. bio je politička, kulturološka i intelektualna prijestolnica Srpske Vojvodine.
Srijemski Karlovci se nalaze na desnoj obali rijeke Dunava, 6 km od Novog Sada i 4 km od Petrovaradina na starom putu prema Beogradu.

## Povijest
- Mir u Srijemskim Karlovcima

Dana 28. kolovoza 1941. donesena je Zakonska odredbi o promjeni imena grada Srijemski Karlovci u Hrvatski Karlovci.

## Stanovništvo
Prema popisu iz 2002., u mjestu živi 8839 stanovnika (75 % su Srbi).

## Poznate osobe
- Branko Radičević, srpski pjesnik
- Vuk Vrhovac, hrv. liječnik, organizator i proizvođač prvog jugoslavenskog inzulina
- Josif Rajačić
- Demetrije Srijemski
- sveta Anastazija (Stošija)
- August Đarmati, hrv. pisac
- Stjepan Horvat, hrv. geodet, profesor na Tehničkom fakultetu u Zagrebu i rektor Sveučilišta u Zagrebu 1944. – 1945.
- Ilija Okrugić-Srijemac, hrv. pisac
- Pavao Rakoš, hrv. pisac i prevoditelj s češkog
- Ferdo Stražimir Kulundžić, hrvatski političar i književnik
- Jakov Jelašić, hrv. političar, tajnik V.Mačka, "duša hrvatskih političkih gibanja 2. pol. 1930-ih"
- Branko Magarašević, hrv. povjesničar kulture
- Josip Krnić, hrv. nogometaš i državni reprezentativac[4]Patrijaršijski dvor u Srijemskim Karlovcima

## Galerija
- Karlovačka gimnazija
- Magistrat
- Centar grada
- Patrijaršija
- Pravoslavna crkva svetog Nikole
- Gradski trg
- Česma Četiri lava
- Vrata Katoličke crkve

### Članci
- Samardžija, Marko. 2003. Promjene imena hrvatskih naseljenih mjesta od mjeseca travnja do kraja godine 1941. Folia onomastica Croatica. Filozofski fakultet Sveučilišta u Zagrebu. Zagreb.  (12/13): 425–432